# Фінал кубка Німеччини з футболу 1961
Фінал Кубка Німеччини з футболу 1961 — фінальний матч розіграшу кубка Німеччини сезону 1961 відбувся 13 вересня 1961 року. У поєдинку зустрілися «Вердер» та «Кайзерслаутерн» з однойменних міст. Перемогу з рахунком 2:0 здобув «Вердер».
| Володар Кубка Німеччини 1961 |
| ---------------------------- |
|                              |
| «Вердер» Перший титул        |

## Учасники
| Клуб             | Участей | Роки (жирним виділено перемоги) |
| ---------------- | ------- | ------------------------------- |
| «Вердер»         | дебют   | дебют                           |
| «Кайзерслаутерн» | дебют   | дебют                           |

## Шлях до фіналу
| Раунд                                                   | Противник        | Рахунок |
| ------------------------------------------------------- | ---------------- | ------- |
| 1/8                                                     | «Саарбрюкен» (Г) | 1–0     |
| 1/4                                                     | «Кельн» (Д)      | 3–2     |
| 1/2                                                     | «Карлсруе» (Д)   | 3–2 дч  |
| (Д) = Вдома; (Г) = У гостях; (Н) = На нейтральному полі |                  |         |

| Раунд                                                   | Противник           | Рахунок |
| ------------------------------------------------------- | ------------------- | ------- |
| 1/8                                                     | «Гайде» (Д)         | 2–0     |
| 1/4                                                     | «Тасманія 1900» (Д) | 2–1 дч  |
| 1/2                                                     | «Гамборн» (Г)       | 2–1     |
| (Д) = Вдома; (Г) = У гостях; (Н) = На нейтральному полі |                     |         |

## Матч

### Деталі
| 13 вересня 1961 19:30 (CET) |

| Вердер                    | 2:0      | Кайзерслаутерн |
| ------------------------- | -------- | -------------- |
| Шредер 10' Ягельський 52' | Протокол |                |

| Глюкауф-Кампфбан, Гельзенкірхен Глядачів: 18 000 Арбітр: Гюнтер Спарінг |

|  |  |

| В                |  | Гайнріх Кокартіс   |
| З                |  | Вальтер Нахтві     |
| З                |  | Зепп Піонтек       |
| ПЗ               |  | Гельмут Ягельський |
| ПЗ               |  | Арноль Шютц        |
| ПЗ               |  | Гельмут Шімечек    |
| Н                |  | Клаус Ганель       |
| Н                |  | Вілі Зоя           |
| Н                |  | Горст Барт         |
| Н                |  | Віллі Шредер (к)   |
| Н                |  | Гюнтер Вілмофіус   |
| Головний тренер: |  |                    |
| Георг Кнепфле    |  |                    |

| В                |  | Вольфганг Шнарр     |
| З                |  | Герхард Мікса       |
| З                |  | Юрген Нойманн       |
| ПЗ               |  | Дітер Пултер        |
| ПЗ               |  | Вернер Лібріх       |
| ПЗ               |  | Герд Шнайдер        |
| Н                |  | Гюнтер Касперський  |
| Н                |  | Герхард Зеттельмаєр |
| Н                |  | Вінфрід Ріхтер      |
| Н                |  | Гайнріх Бауер       |
| Н                |  | Манфред Фельдмюллер |
| Головний тренер: |  |                     |
| Гюнтер Брокер    |  |                     |